# 西舘さをり
西舘 さをり（にしたて さをり、1985年9月20日 - ）は日本の元女性モデル、タレント。本名、西舘 沙央理（にしたて さおり）。宮城県出身。Claudiaに所属していた。

## 経歴
- 1999年 エイベックス主催avex dream 2000ファイナリスト。
- 2000年 ホリプロタレントスカウトキャラバンファイナリスト。
- 2000年 東宝シンデレラファイナリスト。
- 仙台白百合学園中学校・高等学校卒業後、一浪して青山学院大学入学。2009年3月卒業。

## 来歴・人物
いつも女優志望と言っているが、玉ニュータウンやゴッドタンで演技を見せられた共演者から「スゴイ下手」「大根」と呼ばれ、ゴッドタンではその説明不能な演技を「西舘式」と命名されている。奇跡ゲッター ブットバース!!の第1回演技下手王No.1決定戦で優勝した。
玉ニュータウンの市長の分身に下着を覗かれないように、タイツやレギンスを必ず履くらしい。
2014年9月29日付け自身のブログにて
「西舘さをりは9月30日をもちまして、芸能界を引退します。」と表明した。

## 嗜好
- 趣味：読書、野球観戦
- 特技：フルート、ヨーヨー、利き練乳パン・メロンパン
- スポーツ：チアダンス

## 出演

### テレビ番組
- 関口さん1（テレビ埼玉、2007年1月〜2008年2月）
- めざましテレビ MOTTOいまドキ! リポーター（フジテレビ、2007年4月〜2008年3月）
- 玉ニュータウン（テレビ埼玉、2008年6月〜2013年3月）
- 教えて・からだのミカタ（BS-i、2008年4月〜）
- 最終警告!たけしの本当は怖い家庭の医学（テレビ朝日、2008年10月28日）
- 熱血!平成教育学院（フジテレビ、2008年11月9日）
- バスで恋して (テレビ神奈川、テレビ埼玉、 #9、#10)
- 西村京太郎の鉄道ミステリー（旅チャンネル）
- ゴッドタン 〜The God Tongue 神の舌〜（テレビ東京、2009年11月4日・2010年3月3日・4月28日・10月13日・12月22日・2011年1月26日・3月9日）
- アグレッシブですけど、何か?（広島ホームテレビ、2010年8月30日・9月6日・9月13日）
- 良好生活研究所（テレビ朝日）
- 奇跡ゲッター ブットバース!!（春の特大SP）（TBS）2011年4月2日　演技下手王No1

### テレビドラマ
- ハチミツとクローバー（フジテレビ、2008年） - 受付嬢 役
- 小児救命（テレビ朝日、2008年10月〜） - 広瀬由美 役
- IS（アイエス）〜男でも女でもない性〜 第5話（テレビ東京、2011年8月15日） - 事務員 役

### 舞台
- memory（2009年） - 主演・松竹美結 役
- ホス探へようこそ（2012年） - さおり 役

### 雑誌
- JJ（光文社）
- 週刊プレイボーイ（集英社）- グラビア
- MAMOR（扶桑社）2012年1月号 - 朝霞駐屯地を訪問し陸上自衛隊の制服を着て撮影、表紙と巻頭グラビアを飾る。

### ファッションショー
- 東京ガールズコレクション（'07 S/S ミスTGCファイナリスト）
- 仙台コレクション（ゲストモデル、2008年10月19日）

### その他
- ニュース時事能力検定 イメージガール
- Honeys 広告モデル
- 日本電気NEC セキュリティソリューションサービス イメージモデル
- 中国銀行 コ・レ・カ CM
- マイナビ 就職EXPO
- ANA 旅ガール（No4宮城県）
- 靖国神社 2013年初詣ポスター

## 作品

### DVD
- さをリズム(2009年8月26日 イーネット・フロンティア)
- キミがいればなにもいらない(2010年7月27日 晋遊舎)
- 予感・・・(2010年12月17日 イーネット・フロンティア)

### 写真集
- 青い果実（2010年6月26日、晋遊舎、撮影：河野英喜）ISBN 978-4863911062
- COSPLAY made in Japan（2012年7月2日、出版共同流通株式会社、撮影：須崎祐次）ISBN 978-4905156086 ※モデルとして参加